# Arsenij Kovalov
Arsenij Ihorevytj Kovalov (ukrainska: Арсеній Ігоревич Ковальов), född 25 juni 2004, är en ukrainsk simmare.

## Karriär
Vid EM 2024 i Belgrad var Kovalov en del av Ukrainas lag som tog brons på 4×100 meter medley.